# 蒲池城
蒲池城（かまちじょう）は、福岡県柳川市（筑後国三潴郡蒲池村）にあった日本の城。

## 沿革
藤原純友の弟の藤原純乗が建てたといわれ、そこからこの城を本拠地として蒲池の領主になった蒲池氏を、藤原純友一族の後裔とする伝説が生まれる。
しかし、実際は、承平天慶の乱の時に藤原純友、純乗たちを追討しようとした朝廷側の大宰権帥である橘公頼とその子の橘敏通が建てたものと思われる。橘公頼の子孫は、蒲池村の領主となるが、鎌倉時代に嵯峨源氏の源久直（蒲池久直）が蒲池庄の地頭となり、橘公頼の子孫を傘下にする。以降、源久直の子孫の蒲池氏の城となる。
現在、同地には「蒲池城之跡」という石碑が立っている。石碑には建立に協力した蒲池、宇都宮、朽網その他の姓の子孫の名前が記されている。